# 고토 고스케 (축구 선수)
고토 고스케(일본어: 後藤 虹介, 1994년 7월 23일~)는 일본의 축구 선수이다.

## 구단 경력
그는 2017년 J3리그의 아술 클라로 누마즈에 입단했다. 8월 일본 풋볼 리그의 브리오베카 우라야스로 임대 이적했다. 2018년 아술 클라로 누마즈로 복귀했다. 2021년까지 34경기에 출전하여, 1득점을 넣었다.